# Syndiamesa seratosioi
Syndiamesa seratosioi är en tvåvingeart som beskrevs av Kownacki 1981. Syndiamesa seratosioi ingår i släktet Syndiamesa och familjen fjädermyggor. Inga underarter finns listade i Catalogue of Life.